# Harhaj
Harhaj (bis 1927 slowakisch auch „Harkeľ“; ungarisch Herhely – bis 1907 Herhej) ist eine Gemeinde im Osten der Slowakei mit 257 Einwohnern (Stand 31. Dezember 2024). Sie gehört zum Okres Bardejov, einem Kreis des Prešovský kraj, und wird zur traditionellen Landschaft Šariš gezählt.

## Geographie
Die Gemeinde befindet sich in den Niederen Beskiden, noch genauer im Bergland Ondavská vrchovina, im Tal der Topľa am Zusammenfluss mit dem rechtsseitigen Bach Černošina. Das Ortszentrum liegt auf einer Höhe von 212 m n.m. und ist 21 Kilometer von Bardejov entfernt (Straßenentfernung).
Nachbargemeinden sind Porúbka im Norden, Marhaň im Osten und Süden, Koprivnica im Südwesten, Kochanovce im Westen und Hankovce im Nordwesten.

## Geschichte
Harhaj entstand durch Zusammenschluss von älteren Orten Černasina, Čapľany und Kyseľ in der Herrschaft von Tročany und wurde zum ersten Mal 1441 als Herheey schriftlich erwähnt. Das Dorf war im Laufe der Jahrhunderte Besitz des Landadels.
1787 hatte die Ortschaft 26 Häuser und 165 Einwohner, 1828 zählte man 41 Häuser und 304 Einwohner, die als Landwirte beschäftigt waren.
Bis 1918 gehörte der im Komitat Sáros liegende Ort zum Königreich Ungarn und kam danach zur Tschechoslowakei beziehungsweise heute Slowakei. Nach dem Zweiten Weltkrieg pendelte ein Teil der Einwohner zur Arbeit in Industriebetriebe in Bardejov, Giraltovce und Košice, die örtliche Einheitliche landwirtschaftliche Genossenschaft (Abk. JRD) wurde im Jahr 1959 gegründet.

## Bevölkerung
| Jahr                | 1994 | 2004    | 2014 | 2024    |
| ------------------- | ---- | ------- | ---- | ------- |
| Anzahl der Personen | 229  | 250     | 270  | 257     |
| Unterschied         |      | +9,17 % | +8 % | −4,81 % |

| Jahr                | 2023 | 2024    |
| ------------------- | ---- | ------- |
| Anzahl der Personen | 260  | 257     |
| Unterschied         |      | −1,15 % |

Nach der Volkszählung 2011 wohnten in Harhaj 270 Einwohner, davon 257 Slowaken und drei Tschechen. Ein Einwohner gab eine andere Ethnie an und neun Einwohner machten keine Angabe zur Ethnie.
228 Einwohner bekannten sich zur römisch-katholischen Kirche, 31 Einwohner zur Evangelischen Kirche A. B. und drei Einwohner zur griechisch-katholischen Kirche. Bei acht Einwohnern wurde die Konfession nicht ermittelt.

## Baudenkmäler
- römisch-katholische Kirche Johannes von Nepomuk aus dem Jahr 1992

## Verkehr
Durch Harhaj führt die Cesta III. triedy 3509 („Straße 3. Ordnung“) zwischen Porúbka und Marhaň.